# TV 2 (Dinamarca)
TV 2 é uma estação de televisão dinamarquesa de subscrição pública, na Dinamarca, com sede em Odense. A emissora iniciou sua transmissão no dia 1 de outubro de 1988, eliminando o monopólio da televisão anteriormente exercido pela Danmarks Radio (DR).

## Regiões da TV 2
| Região da TV 2  | Área de Serviço                                 |  |
| --------------- | ----------------------------------------------- |  |
| TV Syd          | Ao sul da Jutlândia, incluindo Schleswig do Sul |  |
| TV 2/Fyn        | Fiônia                                          |  |
| TV 2/Øst        | Zelândia Ocidental                              |  |
| TV 2/Nord       | Norte da Jutlândia, Groenlândia e Ilhas Faroé   |  |
| TV 2/Lorry      | Zelândia do Norte e Copenhague                  |  |
| TV/Mid-Vest     | Jutlândia Ocidental e Central                   |  |
| TV 2 Østjylland | Jutlândia Oriental                              |  |
| TV 2/Bornholm   | Bornholm                                        |  |

## Programação
Durante a semana, a TV 2 começa com Go'morgen Danmark (Literalmente: "Bom dia Dinamarca"), único talk show matinal da Dinamarca ao vivo na TV nacional.
Às 11:00h eles entregam para as regiões que transmitem até às 12:30h (com uma interrupção para notícias nacionais). Isso é seguido pela programação vespertina da TV 2, que consiste principalmente de séries de drama e sitcoms americanas. As estações regionais também transmitem boletins à tarde e à noite, bem como um telejornal completo às 19:30h.
Os principais noticiários nacionais da TV2 são os apresentados às 19:00h e às 22:00h, mas os boletins transmitidos às 7ː00h (primeiro telejornal), às 12:00h, às 14:00h, às 16:00h e às 18:00h foram acrescentados ao longo dos anos.
- The X-Files
- 2 Broke Girls
- 24
- Ally McBeal
- Angel
- Beverly Hills, 90210
- Border Security: Australia's Front Line
- Californication
- Cheers
- Commander in Chief
- Desperate Housewives
- Dirty Sexy Money
- Doctor Who
- Friends
- Hope & Faith
- Jericho
- Joey
- Judging Amy
- Dawson's Creek
- Law & Order: UK
- Lie to Me
- Melrose Place
- Reba
- Six Feet Under
- Sliders
- Space: Above and Beyond
- The Good Wife
- The King of Queens
- The Sopranos
- The Voice (EUA)
- Threshold

A maioria dos programas que não são produzidos na Dinamarca são mostrados em seu idioma original com legendas em dinamarquês, no entanto, séries de animação destinadas a crianças são mostradas dubladas em dinamarquês.

## Financiamento
Historicamente, a TV 2 foi financiada por taxas de licença de televisão e vendas de publicidade. No entanto, embora os canais regionais ainda sejam parcialmente financiados dessa forma, o financiamento por licença de televisão para o canal principal terminou em julho de 2004.
Esta forma de financiamento duplo, juntamente com uma grande injeção de capital do Estado dinamarquês (para cobrir um déficit de 1 bilhão de coroas dinamarquesas (134 milhões de euros)), está atualmente sob investigação da UE; sob acusações de que o financiamento duplo constituiu um auxílio estatal ilegal.